# Parc national d'Ala Archa
Le parc national d'Ala Archa est un parc national alpin dans les montagnes de Tian au Kirghizistan, établi en 1976 et situé approximativement à 40 km au Sud de la capitale, Bichkek.  Le parc, qui comprend les gorges de la rivière Ala-Archa et les montagnes aux alentours, est une destination populaire de week-end pour les pique-niques, les randonnées pédestres ou équestres, le ski ou l'alpinisme (très apprécié du fait des parcours sur roc, sur glace ou mixtes). Le parc est ouvert toute l'année, même si les saisons les plus populaires sont la fin de l'été et le début de l'automne. Tous les ans, au 1er mai, le festival Alpinada est l'occasion pour des centaines de visiteurs de camper dans la vallée et de grimper le mont Komsomolets.

## Dénomination
En kirghize, l'archa, qui donne son nom au parc, est un genévrier éclatant ou multicolore que les kirghizes tiennent traditionnellement en haute estime, brûlant son bois pour utiliser sa fumée afin de chasser les mauvais esprits. Cependant, l'archa ne doit pas être planté près d'une maison, à cause de la croyance qu'il sape graduellement l'énergie des êtres humains vivant à proximité.

## Description
Le parc couvre une superficie d'environ 200 km² et son altitude va de 1500 m à son entrée, jusqu'à 4895 m pour le pic Semenova Tian-Shanski, le plus haut sommet de la chaîne de l'Ala-taou kirghize de Tian. Il y a plus de 20 glaciers de toutes dimensions, et quelque 50 pics sur le territoire du parc. Deux rivières mineures, l'Adygene et l'Ak-Sai, se forment des eaux de la fonte des glaciers.  La gorge de l'Adygene est une belle vallée boisée, avec des cascades, de sources et des truites en abondance.Un petit réservoir sur la rivière Kargay-Bulak a été construit pour étudier la truite Amu Darya. Le reste de la faune comprend le très rare léopard des neiges (en kirghize : « ilbirs ») sur les prairies alpines et champs de neige au-dessus de 2500 m d'altitude, des chèvres sauvages, des chevreuils et des marmottes.
De nombreuses plantes peuvent être trouvées dans le parc, y compris le crocus alatavicus.

## Activités
L'entrée au parc est payante. Après les barrières, la route continue sur 12 km jusqu'à un petit hameau, dont une loge récemment remise à neuf. Au bout de la route, un sentier sur la gauche (vers l'Est) mène au glacier Ak-Sai, où les restes d'une station d'alpinisme soviétique indiquent la haute qualité des montagnes du parc en termes d'alpinisme. Les plus fameux sommets de la région s'élève au-dessus du glacier d'Ak-Sai ; il s'agit de Korona (à 4860 m) et de Corée Libre (à 4740 m). Du côté Ouest de la vallée d'Ala Archa, un sentier mène à la vallée de l'Adygene, où se trouve un cimetière des alpinistes. Un troisième chemin continue au centre de la vallée d'Ala Archa sur 10 km et mène à une ancienne station de ski, maintenant abandonnée, et à de nombreux autres sommets de plus de 4000 m d'altitude.

## Photos

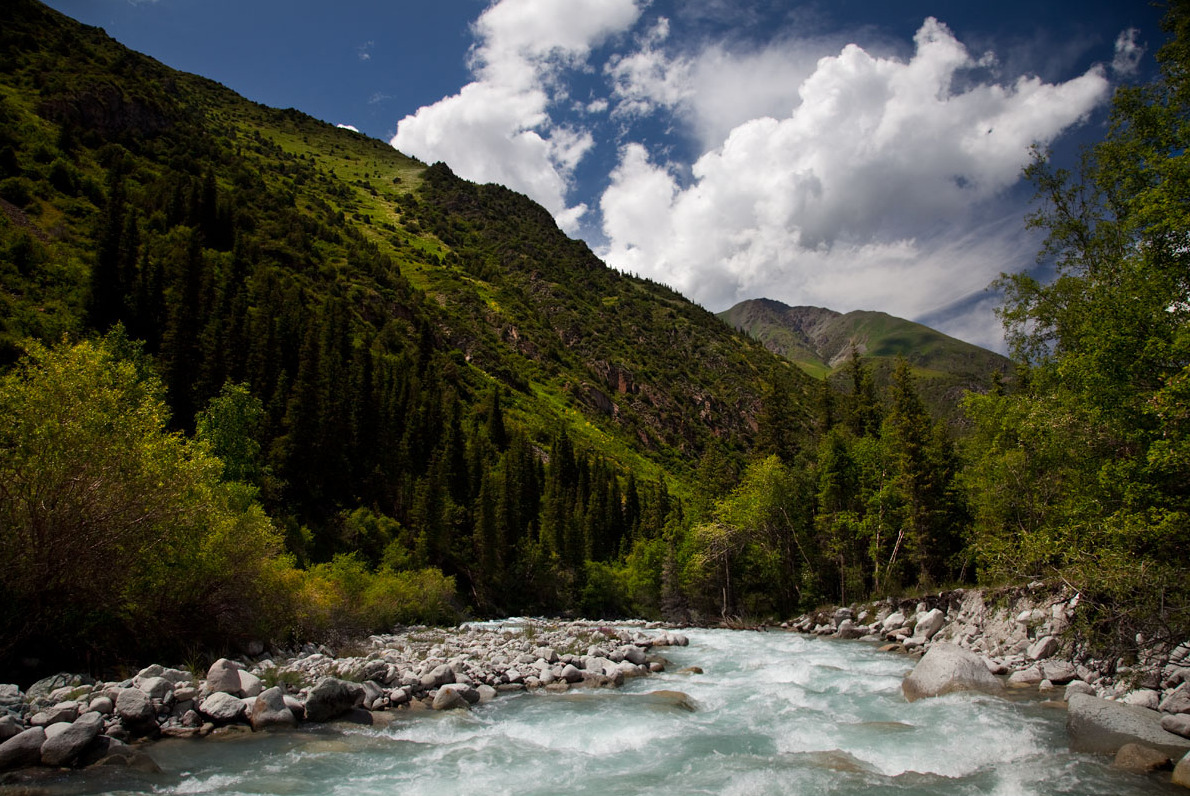
La rivière Ala Archa
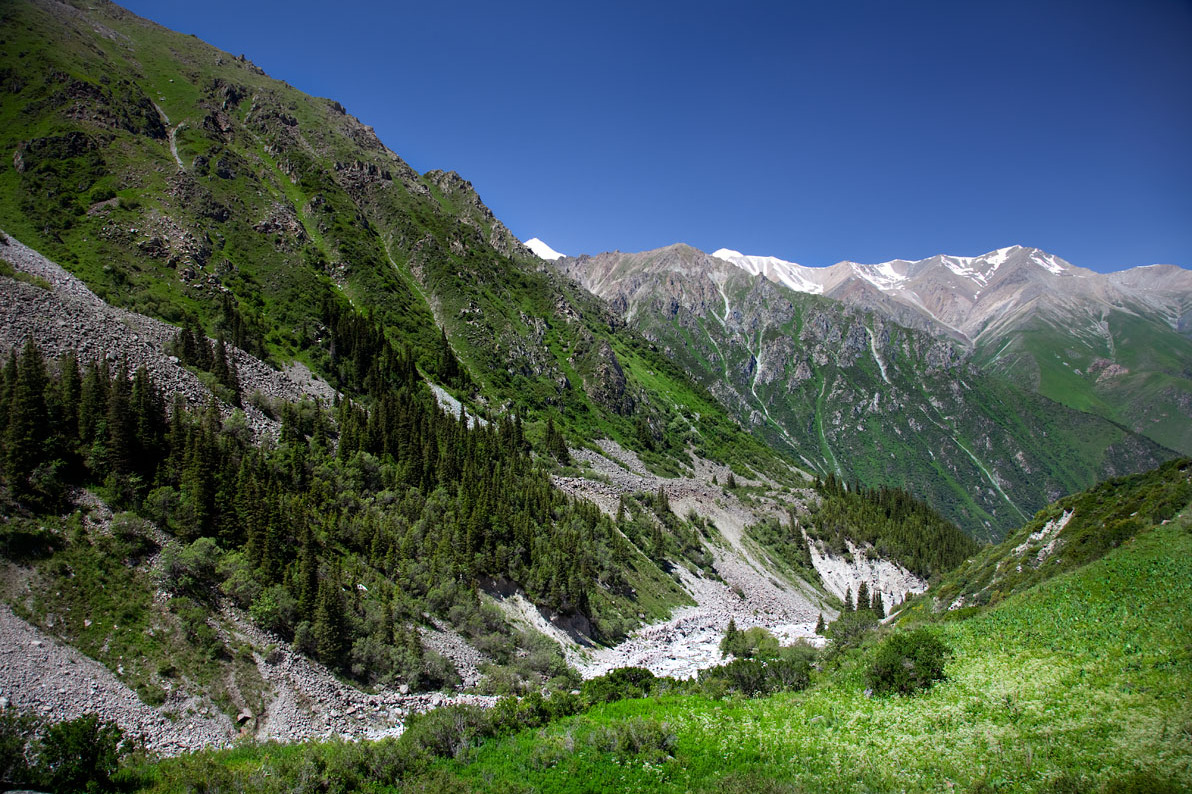
Le parc national d'Ala Archa
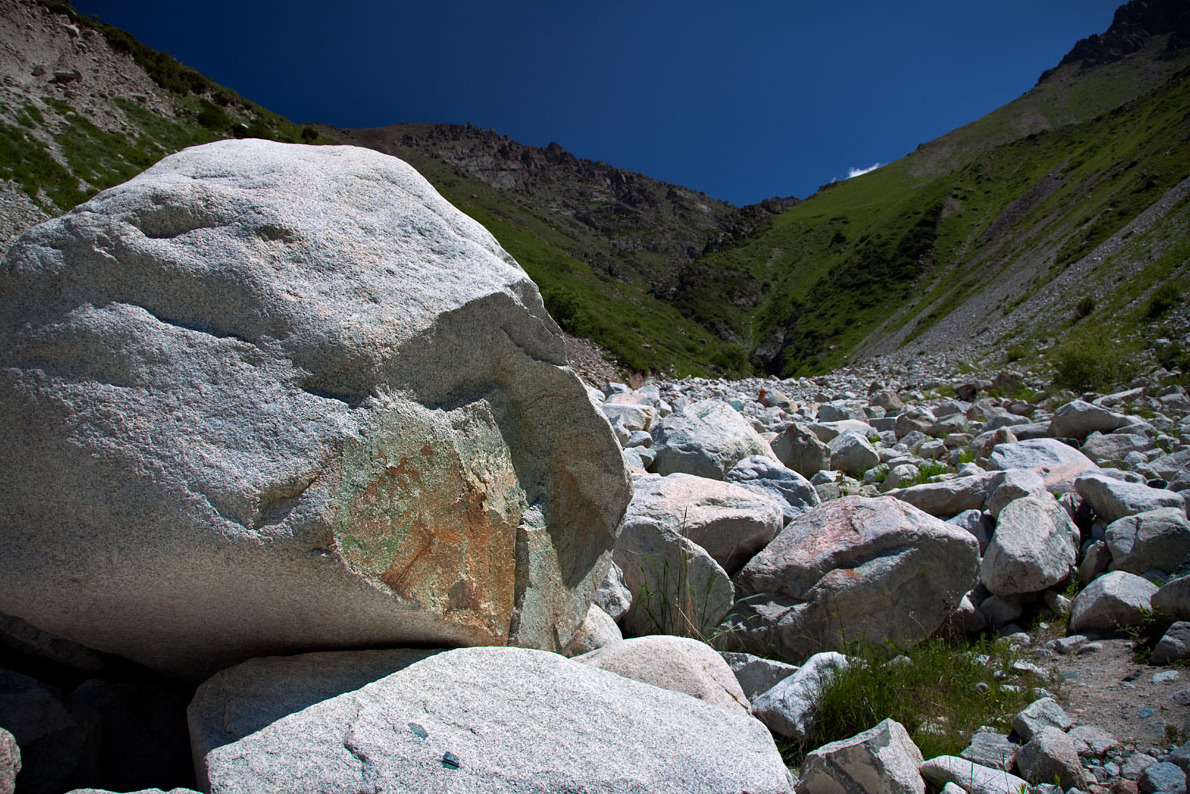
Un champ de rochers au parc national d'Ala Archa
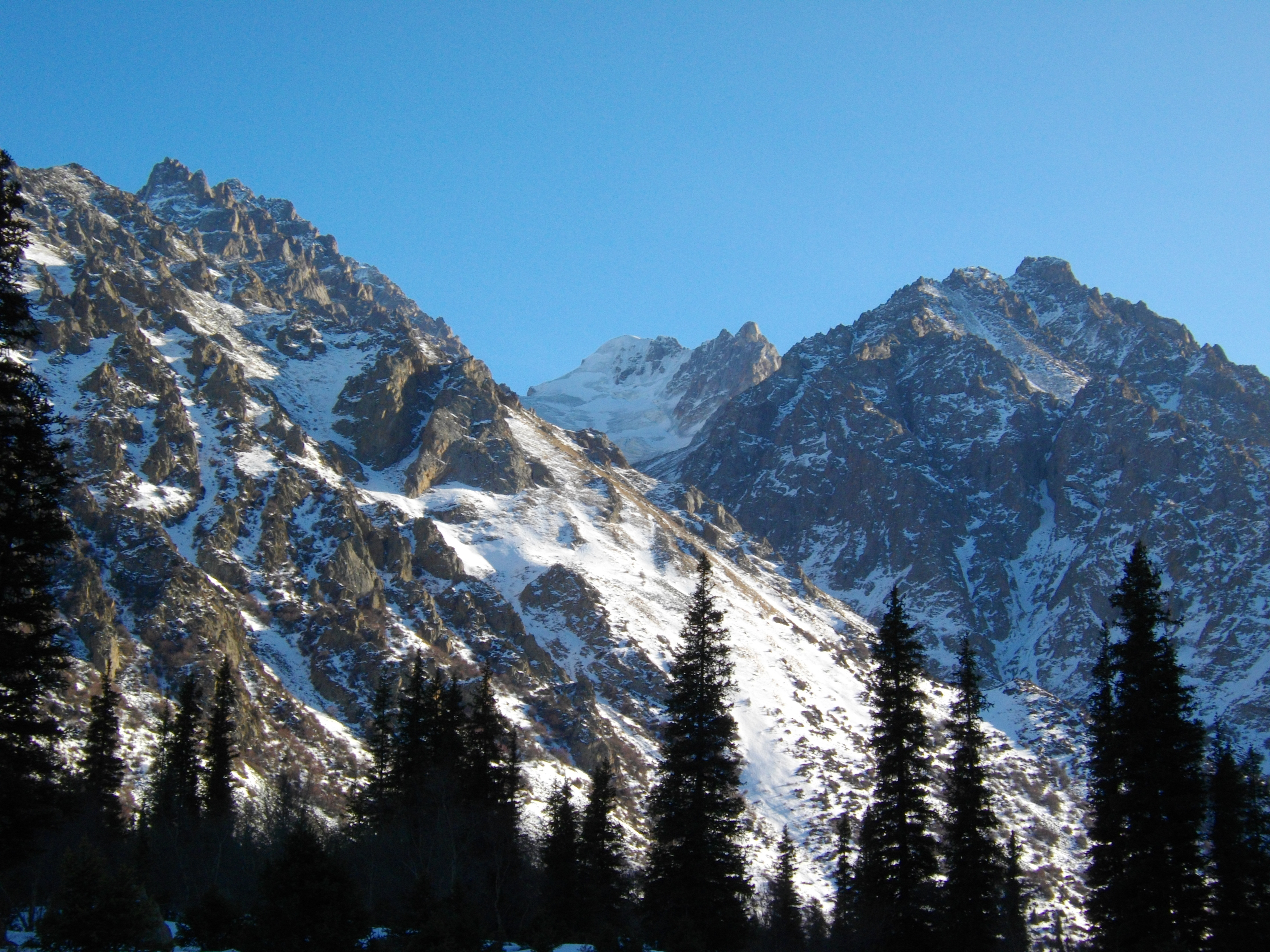
Vue du parc national d'Ala Archa
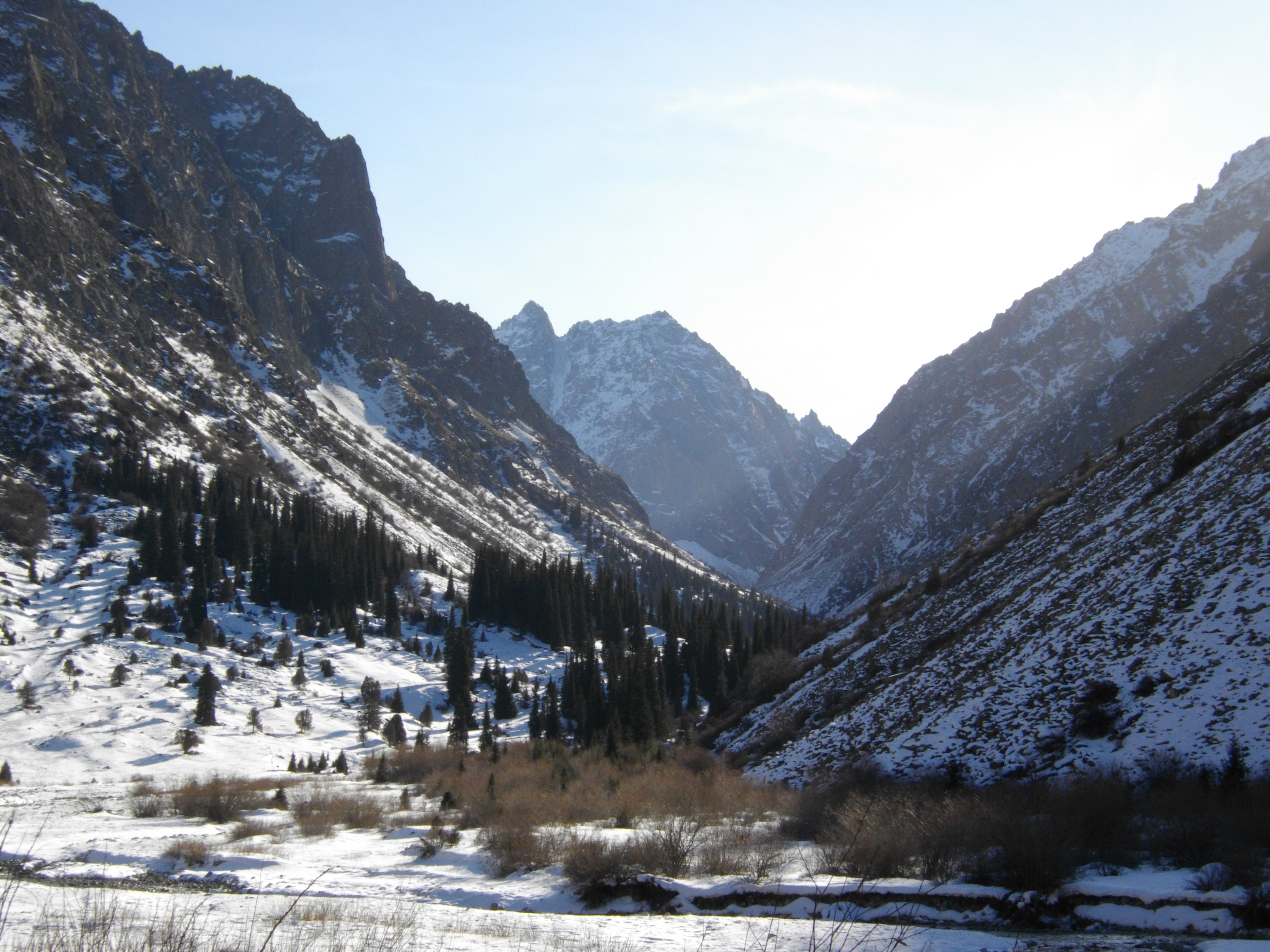
Vue du parc national d'Ala Archa
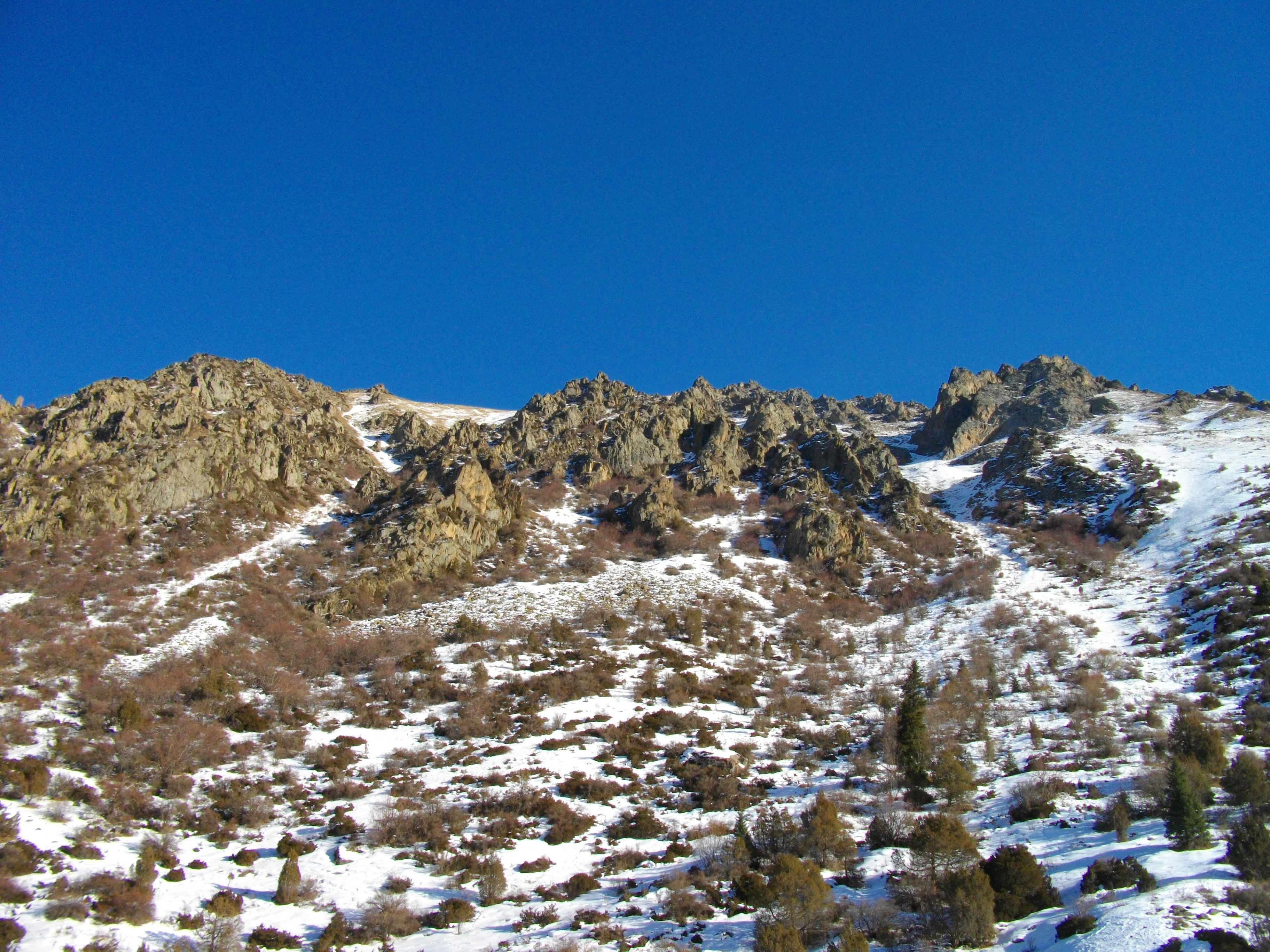
Vue du parc national d'Ala Archa
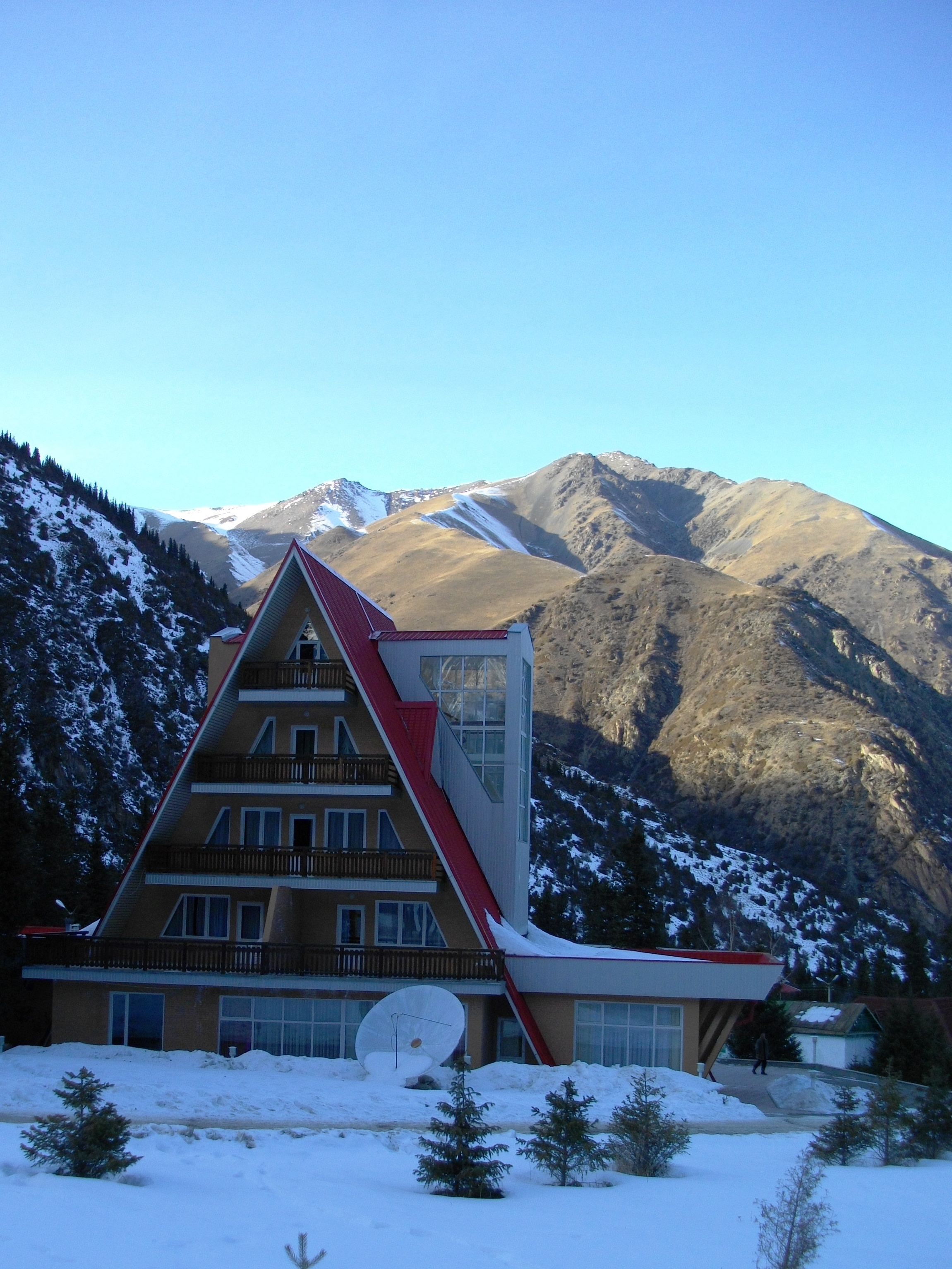
Vue du parc national d'Ala Archa

## Liste externe
- Liste des plantes de la région et du parc